# الیزفیلد
الیزفیلد (به انگلیسی: Ellisfield) یک روستا و محله مدنی در بریتانیا است که در Basingstoke and Deane واقع شده‌است. الیزفیلد ۲۷۲ نفر جمعیت دارد.